# غفور جدی اردبیلی
غفور جِدی اردبیلی (زاده ۲۳ آبان ۱۳۲۵، درگذشته ۱۷ آبان ۱۳۵۹) سرهنگ خلبان اف- ۴ فانتوم ۲ نیروی هوایی ارتش ایران بود. علت شهرت وی سوابق پروازی و مهارت او در مدیریت گردان جنگنده اف -۴ فانتوم ۲ و حضور فعال ۴۵ روزه در جنگ ایران و عراق، با ثبت ۸۰ پرواز بوده است.

## زندگی و سوابق در نیروی هوایی
غفور جدی اردبیلی در سال ۱۳۲۵ در اردبیل متولد شد و پس از اتمام دوره تحصیلی و قبولی در آزمون ورودی به دانشکده خلبانی نیروی هوایی ارتش راه پیدا کرد.پس از گذراندن دوره مقدماتی پرواز در اواخر سال ۱۳۴۸ برای طی دوره تکمیلی به ایالات متحده فرستاده شد.
در کتاب ثبت پروازی وی قبل از جنگ، پرواز با سرهنگ جواد فکوری (به عنوان فرمانده گردان ۷۱ شکاری، کابین جلو) امیر سرتیپ دوم فرج‌الله براتپور (در آن زمان سروان، هم کابین عقب و هم کابین جلو)، سرتیپ خلبان علیرضا یاسینی (در آن زمان ستوان دوم) و بسیاری دیگر به چشم می‌خورد. در اردیبهشت سال ۵۲ با توجه به اقدام وی در کنترل هواپیما، از طرف نیروی هوایی به مدت ۳ ماه مرخصی تفریحی ایالات متحده به وی اعطاء گردید که از این سفر  انصراف گردید. وی ضمن تخصص در دوره هواپیمای جنگی دارای گواهینامه خلبانی بویینگ ۷۴۷ بوده است.
در سال ۱۳۵۰ طی بازگشت به ایران  طبق امریه ستاد فرماندهی نیروی هوایی به پایگاه هفتم شکاری شیراز منتقل گردید. یکی از مانورهای موفق او، به زمین نشاندن سالم فانتوم آسبب-دیده بود که در نتیجه آن ترفیع درجه نظامی گرفت. از او درباره این اتفاق چنین نقل شده است:

«عامل موفقیتم را یاد خدا، حفظ خونسردی و اجرای دقیق دستورالعمل‌های پروازی می‌دانم.»

در ادامه برای انجام وظیفه به پایگاه سوم شکاری همدان منتقل شد و سپس در شهریور ۱۳۵۵ برای طی دوره امنیت پرواز از آخر مرداد ۵۵ تا مرداد ۵۶ دوباره به ایالات متحده سفر کرد. پس از بازگشت، مجددا به پایگاه ششم شکاری بوشهر رفت. این پایگاه آخرین پایگاه خدمتی جدی  او بود.

## جنگ ایران و عراق

یادواره سرلشکر غفور جدی اردبیلی

با شروع جنگ، وی در پاسخ برای ترک وطن این چنین گفت:

«این همه هزینه در زمان صلح برای تفریح ما خرج نشده، ما برای چنین روزهایی تربیت شده‌ایم».

در زمان حصر آبادان در اوایل جنگ، خواستار حضور در جنگ گردید. پس از کش و قوس فراوان و طاقت فرسا، ضمن موافقت با حضور مجدد وی برای پرواز، در حین رفتن از پلکان جنگنده تخصصی‌اش مک‌دانل داگلاس اف-۴ فانتوم ۲ به سمت سربازش برگشته و گردنبند الله و ساعت مچی‌اش را به او می‌دهد. در حین عملیات در نزدیکی بصره متوجه حضور بیش از ۴۰ فروند تانک استتار یافته می‌گردد که لوله‌های آن‌ها مشابه دودکش منازل می‌باشد. ضمن نبرد سنگین عملیات هوایی، خسارت سنگینی را به لشکر ۹ زرهی عراق را که از قدرتمندترین لشکرها در عراق بود، وارد گردید. با اصابت گلوله توپ به جنگنده در خاک عراق، جنگنده را به خاک ایران رسانید، تا در خاک عراق سقوط نکنند و در ۷ کیلومتری بندر امام خمینی-آبادان کشته می‌شود.
وی در مدت ۴۵ روز اوایل حضورش در جنگ، بیش از ۸۰ پرواز عملیاتی انجام داد و در هر عملیات از خانواده‌اش حلالیت می‌طلبید. با شروع جنگ در حالی که سمت فرماندهی بازرسی و امنیت پرواز پایگاه را به عهده داشت، فعالانه وارد صحنه نبرد شد و در جریان جنگ در تاریخ ۱۷ آبان ماه  ۱۳۵۹ در خاک عراق مورد اصابت پدافند نیروهای عراقی واقع شده و پس از طی ۵۰ کیلومتر در خاک ایران سقوط کرده و درگذشت.
پیکر وی به تهران و از آنجا به وسیله یک فروند هواپیمای سی-۱۳۰ به پایگاه دوم شکاری منتقل گردید. تشییع جنازه وی مقارن با ایام عزاداری حسینی با حضور اهالی  اردبیل برای ایشان برگزار گردید و به مدت یک هفته در شهر اردبیل عزای عمومی اعلام شد و از آن تاریخ آغاز حرکت دسته‌های عزاداری شهر از مقابل منزل پدری وی به رسمی ماندگار بدل گردید.
پدر وی هنگام کشته شدن او گفت: 

«امانتی بود دست ما که خداوند آن را پس گرفت.»

آرامگاه سرهنگ خلبان غفور جدی اردبیلی

## علایق
او علاقه خاصی به پرواز بر پهنه خلیج فارس داشت و پس از شروع جنگ ایران و عراق و قبل از مرگ، در طی ۴۵ روز ۸۰ پرواز جنگی را در کارنامه پروازی خود ثبت کرده‌بود. پس از مرگ او از طرف ستاد فرماندهی نیروی هوایی و جواد فکوری برای بزرگداشت از خانواده وی، به آن مرکز دعوتی به عمل می‌آید. 
در آن ملاقات، فکوری به عنوان فرمانده سابق گردان ۷۱ شکاری (گردان پروازی غفور جدی) گریست و گفت: 

«من خاطرات خوبی با جدی داشتم.»

## تقدیر
پس از درگذشت سرهنگ جدی، از سوی فرمانده وقت نیروی هوایی ارتش سرتیپ خلبان جواد فکوری از خانواده‌اش دعوت کرد، تا در مراسمی که برای بزرگداشت او در تهران برگزار شد شرکت نمایند.
سید روح‌الله خمینی، سرتیپ خلبان جواد فکوری و سرتیپ ستاد ولی‌الله فلاحی جانشین وقت ستاد مشترک ارتش جمهوری اسلامی ایران، به خط خود و در لوح‌های جداگانه‌ای به خانواده ایشان تسلیت گفتند.

## بزرگداشت

### تجلیل از خلبانان عملیات کمان ۹۹
به مناسبت سالگرد عملیات کمان ۹۹، در ۳ مهرماه ۱۳۸۸ با حضور جانشین فرمانده نیروی هوایی ارتش، امیر برخور، از خلبانان بلند مرتبه ارتش که در آن عملیات شرکت کرده و کشته شده‌بودند تجلیل به عمل آورده شد. در این مراسم از سرلشکر خلبان سید علی اقبالی، اصغر هاشمیان، غفور جدی اردبیلی، خدابخش عشقی پور، علیرضا یاسینی، غلامعلی خسته نیکو، صمد نقد، فریدون ذوالفقار، محمد دانشوری تجلیل و به خلبانان سرتیپ امینی، جلیلی، محمود اسکندری، عطا بازرگانی، علی رضاپور و ضرابی لوح تقدیر داده‌شد.آرمان اصلان نسب

### نامگذاری خیابانی در اردبیل و تهران به نام او
- جهت ارج نهادن به خدمات و رشادت‌های وی و علاقه قلبی مردم اردبیل به او یکی از بهترین خیابان‌های اردبیل به نام او نامگذاری شد.
- به افتخار غفور جدی اردبیلی در مراسمی از سوی شورای شهر تهران در منطقه ۲۲ تهران خیابانی به نام سرلشکر خلبان غفور جدی اردبیلی نامگذاری گردید.[۴]

### نصب تندیس غفور جدی در اردبیل
با حضور امیر سرتیپ چیت فروش در شهرداری اردبیل تندیس وی نصب و با یادآوری  روحیه جوانمردی وی گفت: 

«نیروی هوایی با ارج نهادن به تصمیم شهرداری اردبیل، آماده همکاری با شهرداری اردبیل است. شهیدان با ایثار و فدا کردن جان خویش در راه استقلال و آزادی ایران اسلامی برگ زرینی در تاریخ این کشور ورق زدند، بنابراین باید راه آنها برای همیشه در تاریخ ثبت و ماندگار شود تا چراغ راه آیندگان باشد».

## نگارخانه

خلبان غفور جدی اردبیلی در آمریکا
خلبان غفور جدی اردبیلی
خلبان غفور جدی اردبیلی (آخرین عملیات)
اعلامیه درگذشت خلبان غفور جدی اردبیلی
متن پیام تسلیت خمینی به مناسبت کشته شدن سرهنگ غفور جدی اردبیلی
تشیع جنازه خلبان غفور جدی اردبیلی در اردبیل
اعلامیه خلبان غفور جدی اردبیلی